# Thomas Frank
Thomas Frank (21 de marzo de 1965) es un escritor estadounidense, periodista y columnista de Harper's Magazine, Wall Street Journal y Le Monde Diplomatique.
Frank es un historiador de las ideas y la cultura. Su trabajo se centra en el análisis de las tendencias en la política electoral estadounidense, propaganda, publicidad, cultura popular, el periodismo convencional y la economía. En sus escritos explora el impacto de las llamadas culture wars (guerras culturales) en la vida política y la relación entre la política y la cultura en los Estados Unidos.

## Biografía
, en 1965, pero creció en un barrio alejado de la ciudad, Missions Hills. Después de graduarse en la Shawnee Mission East High School, Frank se matriculó en la Universidad de Kansas, antes de cursar estudios en las Universidades de Virginia y Chicago, donde se doctoró en Historia en el año 1994. Su tesis: The Conquest of Cool: Business Culture, Counterculture, and the Rise of Hip Consumerism será el punto de partida de un libro que tres años más tarde se convertirá en un superventas en los Estados Unidos. Los temas que aborda en este libro habían sido ya objeto de los artículos que había publicado durante su época de estudiante en la Universidad de Virginia, en la revista The Baffler, que había fundado con algunos amigos.
Al acabar sus estudios se dedica al periodismo. Haciéndose cargo de la redacción de su revista. Colaborando también en gran número de revistas y periódicos: The Washington Post,The Nation, In These Times, Financial Times. 
Desde 2003 vive en Washington con su mujer, Wendy, economista, y sus hijos.

## Política
Frank parte de una perspectiva política liberal y en su obra es muy crítico con las políticas de los gobiernos republicanos, especialmente con la presidencia de George W. Bush. Frank resumió así su libro The Wrecking Crew: How Conservatives Rule: "Un mal gobierno es el producto natural del gobierno de aquellos que creen que el gobierno es malo".